# Congresbury
Congresbury är en ort och civil parish i Storbritannien.   Den ligger i kommunen North Somerset och riksdelen England, i den södra delen av landet, 190 km väster om huvudstaden London. Congresbury ligger 6 meter över havet och antalet invånare är 3 078.
Terrängen runt Congresbury är platt åt nordväst, men åt sydost är den kuperad. Runt Congresbury är det tätbefolkat, med 493 invånare per kvadratkilometer. Närmaste större samhälle är Bristol, 17,5 km nordost om Congresbury. Trakten runt Congresbury består i huvudsak av gräsmarker.